# Pallacanestro Torino 2017-2018
Questa voce raccoglie le informazioni riguardanti la Pallacanestro Torino nelle competizioni ufficiali della stagione 2017-2018.

## Stagione
Nella stagione 2017-2018 la Pallacanestro Torino sponsorizzata Fixi Piramis, disputa per la decima volta la massima serie.

## Verdetti stagionali
Competizioni nazionali
- Serie A1: (24 partite)

stagione regolare e fase a orologio: 7º posto su 10 squadre (9-13);
play-off: perde i quarti di finale contro Venezia (0-2).

## Organigramma societario
Area dirigenziale
- Presidente: Giovanni Garrone
- General manager: Mario Soriente
- Vice Presidente e dirigente responsabile: Luigi Coen
- Vice Presidente: Filippo Puglisi

Area Tecnica
- Allenatore: Massimo Riga
- Vice allenatore: Arnoldo Viberti
- Assistente allenatore e preparatore atletico: Patrick Comba
- Preparatore atletico: Mimmo Santarcangelo
- Addetto statistiche: Fabio Gentile
- Addetto arbitri: Claudio Cella
- Responsabile del settore giovanile: Arnoldo Viberti

Area Sanitaria
- Medico sociale: Stefania Olivetti
- Massofisioterapista: Alessandra Bianco, Antonino Lanza

## Rosa
| Fixi Piramis Torino | Fixi Piramis Torino |
| Giocatrici          | Staff tecnico       |
| ------------------- | ------------------- |

| 0  | Italia (bandiera)      | GA | Giovanna Pertile | 1992 | 182 cm |  |  |
| 4  | Croazia (bandiera)     | C  | Ivana Tikvić     | 1994 | 182 cm |  |  |
| 5  | Italia (bandiera)      | PG | Anastasia Conte  | 2000 | 171 cm |  |  |
| 6  | Italia (bandiera)      | P  | Costanza Verona  | 1999 | 170 cm |  |  |
| 7  | Italia (bandiera)      | PG | Ilaria Milazzo   | 1994 | 164 cm |  |  |
| 8  | Italia (bandiera)      | G  | Alice Quarta (C) | 1991 | 179 cm |  |  |
| 9  | Italia (bandiera)      | A  | Elena Poletti    | 2000 | 180 cm |  |  |
| 12 | Italia (bandiera)      | C  | Valeria Trucco   | 1999 | 193 cm |  |  |
| 13 | Italia (bandiera)      | PG | Sofia Marangoni  | 1995 | 173 cm |  |  |
| 14 | Italia (bandiera)      | G  | Sara Bocchetti   | 1993 | 175 cm |  |  |
| 19 | Italia (bandiera)      | A  | Clara Salvini    | 1992 | 180 cm |  |  |
| 21 | Stati Uniti (bandiera) | AC | Sophie Brunner   | 1995 | 185 cm |  |  |
| 23 | Stati Uniti (bandiera) | A  | Jasmine Gill     | 1990 | 185 cm |  |  |

| Allenatore                                                                    |
| - Massimo Riga                                                                |
| Assistente/i                                                                  |
| - Arnoldo Viberti Legenda - (C) Capitano Roster Aggiornato al: 16 agosto 2017 |

## Mercato
Viene ingaggiato come allenatore Massimo Riga. La società ha effettuato i seguenti trasferimenti:
| Acquisti | Acquisti        | Acquisti          | Acquisti   |
| R.       | Nome            | da                | Modalità   |
| -------- | --------------- | ----------------- | ---------- |
| P        | Costanza Verona | PB63 Battipaglia  | definitivo |
| PG       | Ilaria Milazzo  | Umbertide         | definitivo |
| A        | Elena Poletti   | Lib. Moncalieri   | definitivo |
| C        | Valeria Trucco  | PB63 Battipaglia  | definitivo |
| A        | Clara Salvini   | BCC Derthona Bk.  | definitivo |
| AC       | Sophie Brunner  | San Antonio Stars | definitivo |
| A        | Jasmine Gill    | Sandrigham Sabres | definitivo |

| Cessioni | Cessioni             | Cessioni         | Cessioni       |
| R.       | Nome                 | a                | Modalità       |
| -------- | -------------------- | ---------------- | -------------- |
| G        | Claire Giacomelli    | BCC Derthona Bk. | fine contratto |
| A        | Francesca De Chellis | -                | fine contratto |
| PG       | Martina Kacerik      | Reyer Venezia    | fine contratto |
| AC       | Ashley Bruner        | Hainaut Basket   | fine contratto |
| G        | Angela Ceriani       | -                | fine contratto |
| GA       | Federica Gallucci    | -                | fine contratto |
| PG       | Jori Davis           | PB63 Battipaglia | fine contratto |
| C        | Valentina Gatti      | Pall. Broni      | fine contratto |

## Risultati

### Campionato

#### Play-off
| Arbitri: | Luca Bonfante (Lonigo) Alessandro Saraceni (Zola Predosa) Maria Giulia Forni (Cervia) |

|              |          |             |
| Williams 16  | Punti    | 16 Tikvić   |
| Williams 8   | Assist   | 4 Bocchetti |
| Růžičková 13 | Rimbalzi | 6 Tikvić    |

| Arbitri: | Marco Vita (Ancona) Marco Barbiero (Milano) Valeria Lanciotti (Porto san Giorgio) |

|                      |          |             |
| Milazzo 12           | Punti    | 13 Bestagno |
| quattro giocatrici 2 | Assist   | 6 Williams  |
| Brunner, Gill 8      | Rimbalzi | 9 Little    |

## Statistiche

### Statistiche di squadra
| Competizione | Punti | In casa | In casa | In casa | In casa | In casa | In trasferta | In trasferta | In trasferta | In trasferta | In trasferta | Totale | Totale | Totale | Totale | Totale | Totale |
| Competizione | Punti | G       | V       | P       | Ptf     | Pts     | G            | V            | P            | Ptf          | Pts          | G      | V      | P      | Ptf    | Pts    | Diff.  |
| ------------ | ----- | ------- | ------- | ------- | ------- | ------- | ------------ | ------------ | ------------ | ------------ | ------------ | ------ | ------ | ------ | ------ | ------ | ------ |
| Serie A1     | 18    | 12      | 6       | 6       | 778     | 796     | 10           | 3            | 7            | 601          | 700          | 22     | 9      | 13     | 1379   | 1496   | -117   |
| Play-off     |       | 1       | 0       | 1       | 44      | 67      | 1            | 0            | 1            | 57           | 74           | 2      | 0      | 2      | 101    | 141    | -40    |
| Totale       | 18    | 13      | 6       | 7       | 822     | 863     | 11           | 3            | 8            | 658          | 774          | 24     | 9      | 15     | 1480   | 1637   | -157   |

### Andamento in campionato
stagione regolare
| Giornata  | 1 | 2 | 3 | 4 | 5 | 6 | 7 | 8 | 9 | 10 | 11 | 12 | 13 | 14 | 15 | 16 | 17 | 18 |
| --------- | - | - | - | - | - | - | - | - | - | -- | -- | -- | -- | -- | -- | -- | -- | -- |
| Luogo     | C | T | C | T | C | T | T | C | T | C  | C  | T  | C  | T  | C  | C  | T  | C  |
| Risultato | V | P | V | P | P | P | P | P | P | V  | P  | V  | P  | V  | P  | V  | P  | P  |
| Posizione | 5 | 5 | 3 | 6 | 7 | 7 | 8 | 9 | 9 | 9  | 9  | 9  | 9  | 8  | 8  | 8  | 8  | 8  |

Legenda:

Luogo: C = Casa; T = Trasferta. Risultato: V = Vittoria; P = Sconfitta.
fase a orologio
| Giornata  | 1 | 2 | 3 | 4 |
| --------- | - | - | - | - |
| Luogo     | T | T | C | C |
| Risultato | P | V | V | V |
| Posizione | 8 | 8 | 8 | 7 |

### Statistiche delle giocatrici
Campionato (stagione regolare, fase a orologio e play-off)
| Giocatrice       | Partite | Partite | Min. | Pun | Tiri da 2 | Tiri da 2 | Tiri da 2 | Tiri da 3 | Tiri da 3 | Tiri da 3 | Tiri Liberi | Tiri Liberi | Tiri Liberi | Rimbalzi | Rimbalzi | Rimbalzi | Palle | Palle | Stopp. | Stopp. | Ass | Falli | Falli | Val. |
| Giocatrice       | Pr      | PG      | Min. | Pun | R         | T         | %         | R         | T         | %         | R           | T           | %           | D        | O        | T        | P     | R     | S      | D      | Ass | F     | S     | Val. |
| ---------------- | ------- | ------- | ---- | --- | --------- | --------- | --------- | --------- | --------- | --------- | ----------- | ----------- | ----------- | -------- | -------- | -------- | ----- | ----- | ------ | ------ | --- | ----- | ----- | ---- |
| Sophie Brunner   | 24      | 24      | 871  | 285 | 101       | 199       | 51        | 12        | 31        | 39        | 47          | 65          | 72          | 160      | 73       | 233      | 53    | 42    | 5      | 7      | 58  | 37    | 63    | 458  |
| Ivana Tikvić     | 22      | 22      | 655  | 269 | 109       | 222       | 49        | 0         | 5         | 0         | 51          | 92          | 55          | 118      | 71       | 189      | 47    | 19    | 13     | 20     | 35  | 60    | 84    | 337  |
| Jasmine Gill     | 23      | 23      | 706  | 250 | 82        | 236       | 35        | 9         | 51        | 18        | 59          | 91          | 65          | 67       | 30       | 97       | 37    | 25    | 13     |        | 31  | 28    | 65    | 162  |
| Ilaria Milazzo   | 24      | 24      | 641  | 212 | 58        | 149       | 39        | 16        | 78        | 21        | 48          | 56          | 86          | 52       | 13       | 65       | 68    | 29    | 3      |        | 70  | 74    | 69    | 139  |
| Alice Quarta     | 24      | 24      | 433  | 100 | 18        | 47        | 38        | 18        | 67        | 27        | 10          | 14          | 71          | 35       | 6        | 41       | 23    | 31    | 1      | 1      | 25  | 37    | 15    | 70   |
| Sara Bocchetti   | 20      | 20      | 331  | 90  | 14        | 54        | 26        | 16        | 72        | 22        | 14          | 21          | 67          | 17       | 10       | 27       | 28    | 17    | 9      |        | 33  | 28    | 24    | 23   |
| Costanza Verona  | 23      | 23      | 332  | 86  | 25        | 56        | 45        | 9         | 46        | 20        | 9           | 16          | 56          | 34       | 9        | 43       | 42    | 26    | 1      | 3      | 30  | 47    | 16    | 39   |
| Clara Salvini    | 24      | 24      | 250  | 54  | 18        | 39        | 46        | 5         | 10        | 50        | 3           | 5           | 60          | 27       | 17       | 44       | 12    | 3     |        | 3      | 14  | 33    | 9     | 54   |
| Sofia Marangoni  | 24      | 20      | 268  | 48  | 15        | 34        | 44        | 6         | 32        | 19        | 0           | 2           | 0           | 8        | 4        | 12       | 22    | 5     | 1      | 2      | 33  | 38    | 6     | -2   |
| Valeria Trucco   | 23      | 23      | 177  | 46  | 19        | 37        | 51        |           |           |           | 8           | 11          | 73          | 29       | 12       | 41       | 1     | 3     |        | 3      | 9   | 17    | 8     | 71   |
| Giovanna Pertile | 18      | 16      | 185  | 40  | 8         | 27        | 30        | 8         | 23        | 35        | 0           | 4           | 0           | 13       | 5        | 18       | 8     | 5     | 1      |        | 11  | 15    | 6     | 18   |
| Anastasia Conte  | 7       | 0       |      |     |           |           |           |           |           |           |             |             |             |          |          |          |       |       |        |        |     |       |       |      |
| Elena Poletti    | 2       | 0       |      |     |           |           |           |           |           |           |             |             |             |          |          |          |       |       |        |        |     |       |       |      |